# 2013 en Europe
Chronologie de l’Europe
- 2009
- 2010
- 2011
- 2012
- 2013
- 2014
- 2015
- 2016
- 2017

## Célébration
Année franco-allemande dans le cadre du cinquantième anniversaire du traité de l'Élysée (septembre 2012-août 2013 pour coïncider avec l’année scolaire),.

## Événements

### Janvier
- 1er janvier
  - L'Irlande a pris la présidence du Conseil de l'Union européenne à la suite de Chypre.
  - Marseille (France) et Košice (Slovaquie) ont été nommés Capitales européennes de la Culture.
  - Anvers (Belgique) a été nommée capitale européenne du sport.
  - Maribor (Slovénie) a été nommée capitale européenne de la jeunesse.
  - Le Royaume-Uni a pris la présidence du G8.
  - La Hongrie applique sa réforme territoriale. Les districts remplacent les micro-régions statistiques.
- 7 janvier: Une fuite de gaz à l'intérieur d'une mine de charbon dans le nord de la Turquie a tué huit travailleurs.
- 10 janvier: Trois militantes kurdes, y compris la cofondatrice du Parti des travailleurs du Kurdistan, ont été abattus dans le centre de Paris. Le crime a été condamné par la communauté kurde de Paris qui a organisé une manifestation spontanée en signe de solidarité avec les trois femmes tuées.
- 12 janvier : Soirée d'ouverture de la Capitale européenne de la culture à Marseille.
- 13 janvier : Plus de 20 000 personnes ont défilé à Moscou pour protester contre la nouvelle loi russe interdisant Américains d'adopter des enfants russes.
- 15 janvier :
  - Accident ferroviaire de Saltsjöbanan en Suède ;
  - Une personne est morte et plus de 40 ont été blessées sur l'autoroute E4 près de Helsingborg, en Suède, après qu'environ 100 véhicules ont percuté un autre à cause du brouillard dense et les conditions routières glissantes.
- 16 janvier : Deux personnes ont été tuées et 13 ont été blessés quand un hélicoptère s'est écrasé sur une grue sur un immeuble dans le centre de Londres.
- 19 janvier : Quatre alpinistes ont trouvé la mort et une femme a été grièvement blessé après une avalanche dans Glencoe dans les montagnes écossais.
- 26 janvier : Le gauchiste et ancien Premier ministre Miloš Zeman a remporté la première élection présidentielle directe de la République tchèque.
- 27 janvier: Onze personnes ont été tuées et plus de 30 blessées lorsqu'un bus a glissé hors de la route et a plongé dans un ravin dans le centre du Portugal.

### Février
- 24 et 25 février : élections générales anticipées en Italie.
- 28 :  Le pape Benoît XVI renonce à ses fonctions.

### Mars
- 13 mars : au Vatican, Jorge Mario Bergoglio, cardinal-archevêque de Buenos-Aires est élu pape et prend le nom de François.

### Avril
- 30 avril : la reine Beatrix des Pays-Bas abdique en faveur de son fils qui devient le roi Willem-Alexander

### Mai
- 2 mai : mise en circulation d'un nouveau billet de 5 euros.
- 12 mai : élections législatives en Bulgarie.
- 28 mai : début du mouvement protestataire de 2013 en Turquie.

### Juin
- 11 juin : en Grèce, le gouvernement Samarás décide unilatéralement la fermeture de la partie télévisuelle de la Radio télévision hellénique, déclenchant un mouvement de protestation dans le monde, en particulier en Europe, et de grève générale en Grèce[3].
- 17 et 18 juin : sommet du G8 2013 en Irlande du Nord.

### Juillet
- 1er juillet : la Croatie achève sa procédure d'adhésion et intègre l'Union européenne.
- 21 juillet : le roi Albert II de Belgique abdique après 20 ans de règne, en faveur de son fils le prince Philippe de Belgique lors de la fête nationale belge.
- 22 juillet : au Royaume-Uni, naissance du prince George de Cambridge, arrière-petit-fils de la reine Élisabeth II et héritier du trône après son grand-père et son père.
- 24 juillet : accident ferroviaire de Saint-Jacques-de-Compostelle en Espagne.
- 29 juillet : accident ferroviaire de Granges-près-Marnand en Suisse.

### Septembre
- 5 et 6 septembre : sommet du G20 à Saint-Pétersbourg en Russie.
- 9 septembre : élections législatives en Norvège.
- 22 septembre : élections fédérales en Allemagne, la CDU/CSU arrive en tête.
- 29 septembre : élections législatives en Autriche.

### Octobre
- 3 octobre : plus de 300 migrants africains périssent dans un naufrage aux abords de l’île italienne de Lampedusa.
- 4 octobre : référendums constitutionnels en Irlande.
- 20 octobre : élections législatives au Luxembourg.
- 25 et 26 octobre : élections législatives en République tchèque.

### Novembre
- 21 novembre :
  - Début des manifestations pro-européennes en Ukraine ;
  - Effondrement d'un supermarché à Riga en Lettonie.
- 23 novembre : fin de la conférence de Varsovie sur le changement climatique.

### Décembre
- La tempête Xaver frappe le nord de l'Europe donnant des vents violents et de fortes précipitations. Elle est connue sous plusieurs noms dont Bodil, Sven, Sinterklaasstorm et Ksawery, selon les pays. Dix morts lui sont attribuables.
- 17 décembre : en Allemagne, formation du troisième gouvernement d'Angela Merkel.
- 20 décembre : en Russie, l'ancien oligarque Mikhaïl Khodorkovski est libéré à la suite d’une grâce présidentielle, après dix ans d’incarcération.
- 22 au 24 décembre : la tempête Dirk frappe plusieurs pays, causant 6 morts et de nombreux dégâts matériels.
- 23 décembre : en Russie, Nadejda Tolokonnikova  et Maria Alekhina, membres du groupe Pussy Riot, sont libérées en même temps que des milliers de détenus, dans le cadre d'une loi d’amnistie.
- 29 et 30 décembre : deux attentats-suicides font trente-trois morts et plusieurs dizaines de blessés à Volgograd en Russie.